# Edward Jonathan Lowe
Edward Jonathan Lowe, spesso citato come E. J. Lowe (Dover, 24 marzo 1950 – 5 gennaio 2014), è stato un filosofo britannico, professore di filosofia all'Università di Durham..

## Biografia
Lowe è nato a Dover, in Inghilterra. La sua istruzione secondaria fu alla Bushey Grammar School, e successivamente studiò dal 1968 al 1972 all'Università di Cambridge dove ottenne la bachelor's degree in storia, e all'Università di Oxford dal 1972 al 1975 dove divenne baccelliere e dottore in filosofia.

## Panoramica
Lowe è stato uno dei filosofi più importanti della sua generazione. Ha svolto ricerche e pubblicato articoli e libri intorno a una vasta gamma di argomenti, tra cui: metafisica, filosofia della mente, logica filosofica, filosofia del linguaggio, filosofia della religione e storia della prima filosofia moderna.
Ha contribuito notevolmente allo sviluppo delle riflessioni sull'ontologia, sulle essenze, sul dualismo interazionista e sugli studi di Locke. Per Lowe l'indagine ontologica si compone di due parti: a priori ed empirica. La componente a priori riguarda i possibili modi in cui la realtà potrebbe essere, mentre quella empirica stabilisce quali tipi di cose di fatto esistono. Inoltre, per cogliere ciò che è reale è necessario prima accertarsi di ciò che è possibile. La sua ontologia si basa fondamentalmente su quattro categorie di entità: oggetti, tipi, attributi e modi. Si tratta di un'ontologia di matrice neo-aristotelica il cui fulcro è l’impegno nei confronti delle essenze (generali e individuali). La sua concezione segue la tradizione aristotelica nel sostenere che un'essenza è «ciò che è» essere una sostanza. Uno dei suoi principali contributi è stato una sofisticata difesa del dualismo interazionista in filosofia della mente. Nello specifico, la forma di dualismo da lui difesa è quello non cartesiano, ossia l'idea secondo cui la persona e il cervello sono sostanze distinte e i fatti che riguardano l'una sono «causalmente rilevanti» per l'altro. Il suo lavoro su Locke offre una lettura stimolante del filosofo inglese e difende la sua importanza per la filosofia contemporanea.

## Filosofia

### Ontologia quadricategoriale
L'ontologia quadricategoriale di Lowe si ispira alle Categorie di Aristotele. La sua terminologia si basa sulla distinzione che lo Stagirita fa tra l'«essere detto di» e l'«essere detto in» un soggetto: sostanze prime, sostanze seconde, attributi e modi. Le sostanze prime non si dicono né di né in un soggetto; le seconde si dicono di, ma non in un soggetto. Il contributo di Lowe è stato introdurre le altre due categorie, attributi e modi. Gli attributi si dicono sia in che di un soggetto, mentre i modi non si dicono di, ma si dicono in un soggetto. Al posto della distinzione tra «essere detto di» e «essere detto in», Lowe introduce due distinzioni: sostanziale e non sostanziale, universale e particolare. Pertanto, ci sono particolari sostanziali (oggetti), universali sostanziali (tipi), universali non sostanziali (attributi) e particolari non sostanziali (modi). Il filosofo sostiene che la distinzione tra tipi e modi è analoga a quella tra termini sortali e aggettivi.
Il primo denota i tipi di oggetti, mentre il secondo denota le proprietà degli oggetti. Gli oggetti individuali sono istanze particolari di tipi, mentre i modi degli oggetti individuali sono istanze particolari di proprietà.
Le categorie e le loro relazioni sono rappresentate nel «quadrato ontologico».
Lowe sostiene che la sua concezione ha un vantaggio rispetto ad altre ontologie che ammettono universali (come quella di David Armstrong), poiché non ha bisogno di fare affidamento su relazioni di secondo ordine. Consideriamo la legge: «I pianeti si muovono su orbite ellittiche». Lowe sostiene che, secondo una teoria come quella di Armstrong, tra le proprietà del primo ordine (in questo caso, la proprietà denotata da «essere un pianeta» e la proprietà denotata da «muoversi su un'orbita ellittica») sussiste una relazione di necessitazione del secondo ordine. L’ontologia quadricategoriale, invece, afferma che la legge equivale all’attributo denotato da «muoversi su un'orbita ellittica» che caratterizza il tipo denotato da «pianeta».

Un ulteriore vantaggio risiede nella capacità della teoria di distinguere tra stati disposizionali e stati occasionali degli oggetti (per esempio, la distinzione tra un oggetto solubile e un oggetto che si sta dissolvendo). Laddove i controfattuali necessitano della specifica «a parità di condizioni», l’ontologia quadricategoriale può dare conto delle disposizioni attraverso tipi e oggetti.
Un oggetto possiede una disposizione a F nel caso in cui istanzia un tipo caratterizzato dalla proprietà di essere F. Così, per esempio, un oggetto O ha la disposizione a essere dissolto dall'acqua nel caso in cui istanzia un tipo, K, tale sussiste la legge che l'acqua dissolve K.
I modi e gli attributi danno conto del fatto che l'oggetto che si dissolve attraverso la loro relazione con l'universale dell'oggetto. Per Lowe i modi sono caratteristiche di un oggetto, ma non suoi costituenti: sono modi particolari in cui un oggetto è. Pertanto, un oggetto può esemplificare gli attributi in modo disposizionale o occasionale. Esso esemplifica gli attributi in modo disposizionale se istanzia il tipo caratterizzato dall'attributo; esemplifica l'attributo in modo occasionale se è caratterizzato da un modo che istanzia l'attributo.

### Essenze
Un aspetto centrale della metafisica di Lowe è la sua concezione delle essenze. In poche parole, le essenze sono «ciò che è» essere quell'oggetto. Ogni oggetto ha due tipi di essenze: essenze generali ed essenze individuali. Le essenze generali sono «ciò che è» essere quell'oggetto nella misura in cui sono condivise da tutte le occorrenze particolari di quell'oggetto. Le essenze individuali danno conto di «ciò che è» essere un oggetto particolare in contrapposizione a qualche altro. Per Lowe le essenze non sono cose particolari da trovare (per esempio, H2O come essenza dell'acqua). Piuttosto, va semplicemente "colto" cosa significa essere quella sostanza. Il criterio che adotta per cogliere un'essenza è ottenerne una "comprensione adeguata".

## Pubblicazioni
- Kinds of Being: A Study of Individuation, Identity and the Logic of Sortal Terms (Oxford: Blackwell, 1989)
- Locke on Human Understanding, Routledge, 1995
- Subjects of Experience, University Press, 1996
- La possibilità della metafisica (The Possibility of Metaphysics, 1998), Rubbettino, 2009
- An Introduction to the Philosophy of Mind, Cambridge University Press, 2000
- A Survey of Metaphysics, Oxford University Press, 2002
- Locke, Routledge, 2005
- The Four-Category Ontology: A Metaphysical Foundation for Natural Science, Oxford University Press, 2006)
- Personal Agency, Oxford University Press, 2007
- More Kinds of Being: A Further Study of Individuation, Identity and the Logic of Sortal Terms, Wiley-Blackwell, 2009
- Forms of Thought: A Study in Philosophical Logic, Cambridge University Press, 2013

Ha inoltre pubblicato più di duecento articoli, anche su importanti riviste del settore come The Journal of Philosophy, Mind e Noûs .